# Leucania exclamans
Leucania exclamans är en fjärilsart som beskrevs av Emilio Berio 1973. Leucania exclamans ingår i släktet Leucania och familjen nattflyn. Inga underarter finns listade i Catalogue of Life.